# Acapeteahua
Acapeteahua är en ort i Mexiko.   Den ligger i kommunen Acapetahua och delstaten Chiapas, i den sydöstra delen av landet, 800 km sydost om huvudstaden Mexico City. Acapeteahua ligger 33 meter över havet och antalet invånare är 6 115.
Terrängen runt Acapeteahua är platt åt sydväst, men åt nordost är den kuperad. Runt Acapeteahua är det ganska tätbefolkat, med 60 invånare per kvadratkilometer. Närmaste större samhälle är Escuintla, 5,4 km nordost om Acapeteahua. Omgivningarna runt Acapeteahua är en mosaik av jordbruksmark och naturlig växtlighet.